# Úsporná žárovka
Úsporná žárovka (hovorově úsporka) je obecné označení pro jakýkoliv kompaktní světelný zdroj nahrazující klasickou žárovku a vkládaný do její nebo obdobné patice. Oproti klasické žárovce přináší energetickou úsporu.
Mezi nejrozšířenější úsporné žárovky patří LED žárovka. Dříve to byla i  kompaktní zářivka, která se z důvodu obsahu škodlivých látek, především rtuti, např. v Evropské unii nesmí od roku 2023 prodávat.  Mezi méně rozšířené například indukční lampa.